# Echinogammarus pseudoaquilifer
Echinogammarus pseudoaquilifer is een vlokreeftensoort uit de familie van de Gammaridae. De wetenschappelijke naam van de soort is voor het eerst geldig gepubliceerd in 1980 door Platvoet & Pinkster.